# Dendrobium exilicaule
Dendrobium exilicaule är en orkidéart som beskrevs av Henry Nicholas Ridley. Dendrobium exilicaule ingår i släktet Dendrobium, och familjen orkidéer. Inga underarter finns listade i Catalogue of Life.